# Неверський собор

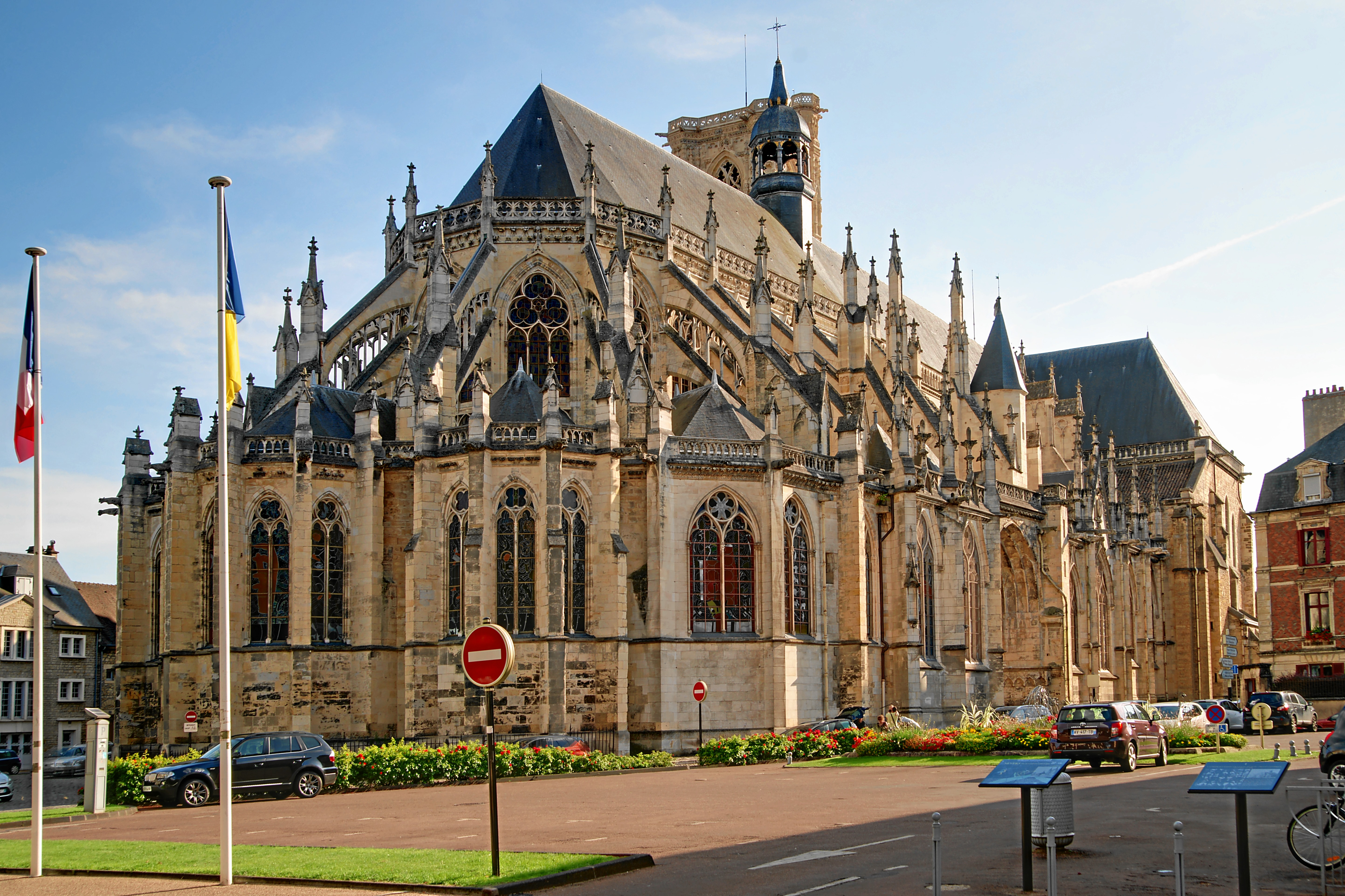

Собор Сен-Сір-е-Сент-Жулітт (Собор Святих Кірика та Юлітти, фр. Cathédrale Saint-Cyr-et-Sainte-Julitte de Nevers) — кафедральний собор в Невері (департамент Ньєвр). Широко відомий також як Собор Сен-Сір, є однією з визначних пам'яток міста та центром Неверської єпархії. Знаходиться на найвищому місці старої забудови Невера.

## Історія

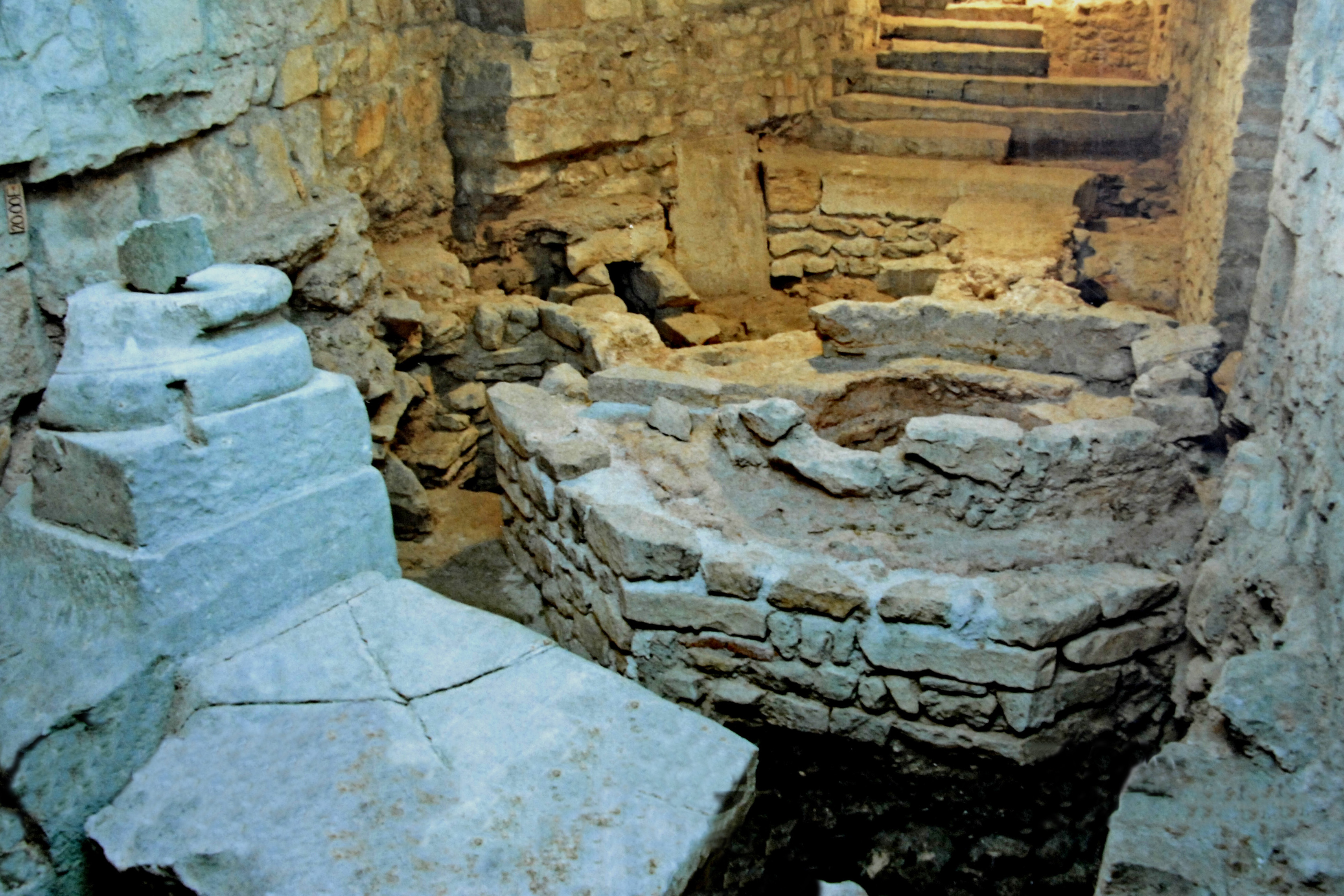
Залишки меровінзького баптистерію під собором

Перша християнська культова споруда на місці теперішнього собору була збудована в V столітті, коли Невер став центром єпископства. Одним з найвизначніших єпископів раннього середньовіччя в Невері був Деодатус, що проживав тут у середині VII століття. Навколо осідку єпископа в Середні віки було споруджено багато монастирів та церков, які в наступних століттях стали окремими парохіями. До них належала й надзвичайно цікава з погляду історії архітектури церква Сент-Етьєн, яка до сьогодні є видатним зразком ранньої романської архітектури. Найдавнішими частинами собору є залишки восьмикутного баптистерію меровінзького часу, а також елементи ранньороманської споруди, що після Другої світової війни опинилися замурованими під собором.
Спорудження собору почалося з тринефної каролінгської крипти, яка в X столітті знаходилася на поверхні. Зараз крипта знаходиться під західними хорами, будівництво яких почалося 1031 року.
Двічі в історії був серйозно пошкоджений та заново відбудований, тому собор фактично є поєднанням двох будівель та своєрідним зразком змішання архітектурних стилів. Хори, апсида та почасти трансепт в західній частині собору походять від старої церкви та витримані в романському стилі, пізніші східні апсида та трансепт, а також неф — в готичному. Південна частина будівлі відноситься до XVI століттю, вежі собору були побудовані в XVI столітті в стилі пізньої готики.
На початку XIII століття основне приміщення собору, виконане в романському стилі, було знищене пожежею. У першій половині XIII століття, за часів єпископа Гійома I Сен-Лазарського (1204–1221), собор було відновлено, але вже в готичному стилі. 1308 року собор зазнав ще однієї нищівної пожежі, але невдовзі знову був відбудований. Реконструкція бокової капели в стилі полум'янистої готики датується XV–XVI століттям.
На склепінні собору 1879 року було виявлено фреску XII століття, на якій зображений Христос, відреставровану лише 1990 року.[джерело?]
1904 року було проведено розкопки біля собору, в ході яких було виявлено залишки фундаменту галло-римського храму Януса.
1990 року деякі вітражі, замість втрачених, у дуже яскравій манері виконав німецький художник Маркус Люперц.
Неверський собор занесено в базу Меріме Французького міністерства культури за номером PA00112936.